# Eremit

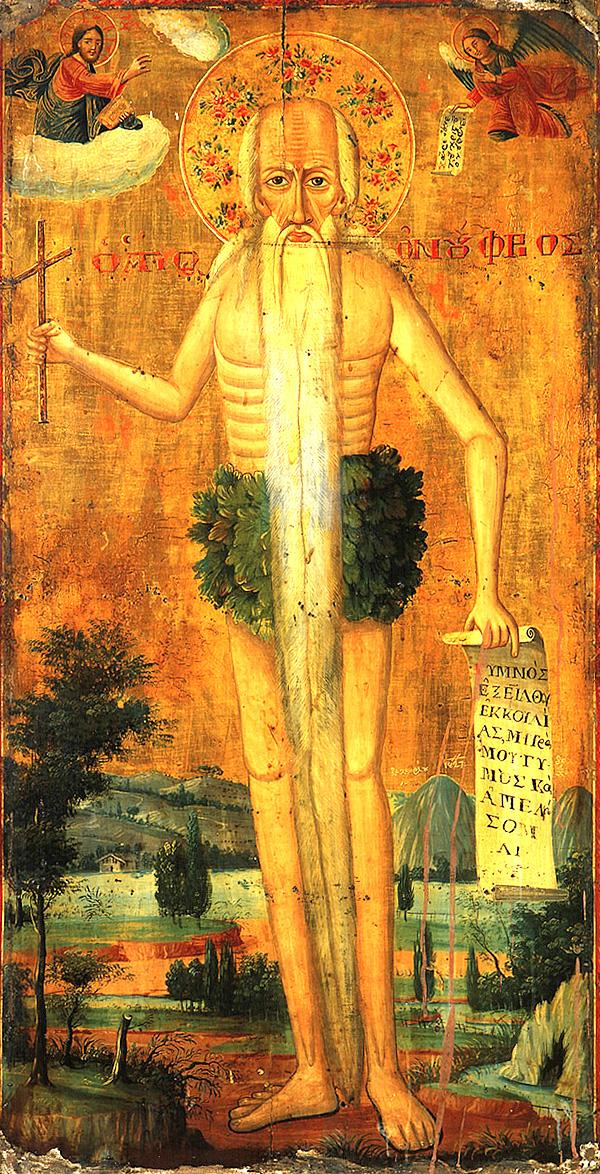
Ikone des Einsiedlers Onophrios

Ein Eremit (altgriechisch ἐρημίτης eremítēs „Wüstenbewohner“, deutsch auch „Einsiedler“; von ἔρημος érēmos „unbewohnt, Wüste“) ist ein Mensch, der mehr oder weniger abgeschieden von den Menschen lebt (siehe Einsiedelei oder Eremitage).

## Begriff und Geschichte

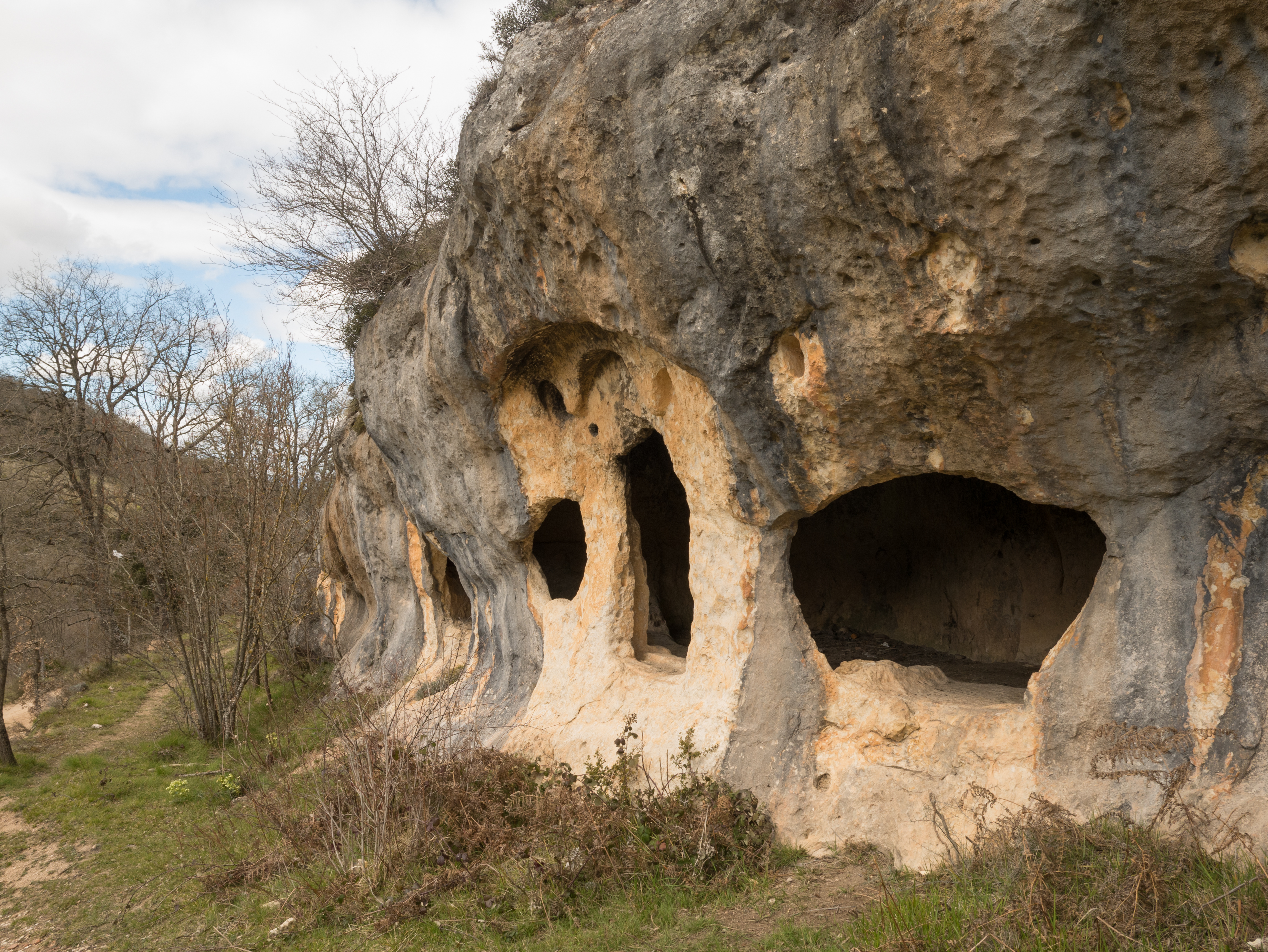
Eremitenhöhle in Spanien

Ursprünglich wurde der Begriff nur auf Christen angewendet, die geistliche Motive für ihre Zuwendung zu dieser Lebensform hatten, nämlich die Wüstentheologie des Alten Testamentes, das heißt, die vierzigjährige Wüstenwanderung nach dem Auszug aus Ägypten, die eine Herzenswandlung bewirken sollte.

### Begriff
Teils wird der Begriff unkritisch auf jeden angewendet, der in Einsamkeit lebt. Im geistlichen Zusammenhang wird er manchmal als bedeutungsgleich mit Anachoret (von altgriechisch ἀναχωρεῖν anachōreín, „zurückziehen, ins Land (außerhalb der befestigten Stadt) ausziehen“) benutzt, obwohl eine klare Unterscheidung geboten ist.

### Eremiten im Christentum
In der frühen Kirche unterschied man allein lebende (Anachoreten) und gemeinschaftlich lebende Eremiten. Aus ihren Einsiedeleien entstanden später oft Ordensgemeinschaften, Klöster oder auch Ortschaften.
Das Eremitentum gehört zu den ältesten Formen gottgeweihten Lebens und ist zugleich die früheste Form des Mönchtums in Europa. In der Regel des heiligen Benedikt (6. Jahrhundert) wird der Eremit als eine der vier Arten von Mönchen angeführt.
Legenden über Eremiten oder Mönche, die weltabgeschieden lebten, enthalten durchaus historisch zutreffende Hintergründe. So wurde ein ägyptischer Mönch namens Apa Bane in seiner Lebensbeschreibung als stets fastend, stehend und nicht schlafend beschrieben. Die in seiner Klosterkirche gefundene Mumie wies die Krankheit Morbus Bechterew auf, eine Erkrankung, die nicht nur gebücktes Gehen bewirkt, wie es noch heutige Ikonen zeigen, sondern auch zu Appetitlosigkeit, Vermeidung des Liegens und Schlaflosigkeit führt – im Prinzip handelt es sich also um einen „wissenschaftlich belegten Asketen“, so der Koptologe Siegfried G. Richter.
Unter den Heiligen sind einige Eremiten, unter anderem der heilige Bruno (der Gründer des Ordens der Kartäuser), Coelestin, Meinrad und Gunther von Niederaltaich. Der heilige Franziskus verknüpfte das eremitische Leben mit der Wanderpredigt und dem Apostolat unter den Menschen („Stille und Stadt“). Ein selbständiger Ordenszweig innerhalb des Franziskanerordens mit gemäßigt eremitischer Prägung sind die Kapuziner.

### Eremiten in den Ländern der Habsburgischen Monarchie (18.Jahrhundert)
In den Ländern der Habsburgischen Monarchie wurden die kontemplativen Orden und das Eremitentum unter Kaiser Joseph II. um 1780–1790 aufgehoben, obwohl die Landbevölkerung zu den Einsiedlern hielt und diese erfolglos zu verteidigen versuchte. Viele Eremiten flohen deshalb in die Schweiz.

### Schmuckeremiten in England (18./19. Jahrhundert)
Ein Phänomen des 18. und frühen 19. Jahrhunderts waren die Schmuckeremiten der englischen Landschaftsparks, professionelle Einsiedler, die während einer vertraglich festgelegten Dauer in eigens eingerichteten Eremitagen wohnten und sich zu bestimmten Tageszeiten sehen ließen, um die Eigentümer der Parks und deren Gäste mit ihrem Anblick zu unterhalten.

### Hinduismus
Im Hinduismus stellt Einsiedlerei die dritte von vier Lebensstadien dar. Nach Brahmacharya (Jugend) und Grihastha (Erwachsenenleben) folgt Vanaprastha. Sind die ersten beiden Phasen abgeschlossen, zieht sich der Hindu in eine Unterkunft fernab der Gesellschaft zurück. Er ernährt sich von den Früchten, die er dort auffindet, und studiert die heiligen Schriften. Er nennt sich nun Waldeinsiedler, ist nicht mehr Teil der sozialen Gemeinschaft und ihrer Pflichten und vertieft sich in seine spirituelle Erfahrung. Daraufhin folgt noch die vierte Phase: Sannyasin (Wanderasket). Das Leben in der Einsiedelei und das daran anschließende Leben als Sannyasin sollen den erhofften Eintritt in Moksha (Erlösung) vorbereiten.

## Diözesaneremitentum
In der römisch-katholischen Kirche ist das Eremitentum eine der von der Kirche anerkannten Formen des geweihten Lebens. Nach dem Zweiten Vatikanischen Konzil und der sich daraus ergebenden Revision des Kirchenrechts hat die Kirche die Lebensform der Eremitinnen und Eremiten, die dem Ortsbischof unterstellt sind, in das Kirchenrecht (Canon 603 des CIC) aufgenommen:
- § 1: Außer den Instituten des geweihten Lebens anerkennt die Kirche auch das eremitische oder anachoretische Leben, in dem Gläubige durch strengere Trennung von der Welt, in der Stille der Einsamkeit, durch ständiges Beten und Büßen ihr Leben dem Lob Gottes und dem Heil der Welt weihen.
- § 2: Als im geweihten Leben Gott hingegeben wird der Eremit vom Recht anerkannt, wenn er, bekräftigt durch ein Gelübde oder durch eine andere heilige Bindung, sich auf die drei evangelischen Räte öffentlich in die Hand des Diözesanbischofs verpflichtet hat und unter seiner Leitung die ihm eigentümliche Lebensweise wahrt.

Diese Einsiedler werden als Diözesaneremiten bezeichnet. Daneben gibt es eremitisches Leben als Mitgliedschaft einer Ordensgemeinschaft; der Unterhalt wird hierbei von der Ordensgemeinschaft getragen. Die Gesamtzahl der Eremiten in Deutschland wird auf 70 bis 80 Personen geschätzt.

## Bekannte Eremiten
- Angelus de Scarpettis (Mönch, Priester; * 1230; † 1306; ab 1245)
- Antonius der Große (Heiliger, Einsiedler, Mönchsvater; * um 250; † 356; ab 275)
- Benedikt von Nursia (Einsiedler, Ordensgründer, Abt; * 480; † 547; ab 497 oder 498)[7]
- Benedikt der Mohr (Heiliger, Bergbauer, Viehhirte, Mönch, Novizenmeister, Guardian; * 1526; † 1589; ab 1547)[8]
- Bruno von Köln (Heiliger, Novizenmeister, Ordensgründer; * 1030, † 1101, ab 1084)[9][10]
- Chariton der Bekenner (Heiliger, Asket, Einsiedler, Abt; * ?; † 350; ab etwa 330)
- Coelestin V. (Papst) (Heiliger, Papst, Mönch; * 1215; † 1296; 1235–1294, mit Unterbrechungen)
- Corrado Confalonieri (Heiliger, Wundertäter; * um 1290; † 1351; gegen Lebensende)[11][12]
- David von Thessaloniki (Einsiedler, Säulensteher, * um 450; † vor 535; ab etwa 500)
- Edigna von Puch (Selige, Einsiedlerin; * um 1055; † 1109; ab 1074)[13]
- Euagrios Pontikos (Mönch, Asket, Schriftsteller; * 345; † 399; ?)
- Eva von Lüttich (Selige, Reklusin, Mystikerin; * 1190; † 1265; ?)[14][15]
- Franziskus von Assisi (Heiliger, Ordensgründer; * 1181; † 1226; 1207–1209)
- Franz von Paola (Heiliger, Ordensgründer; * 1416; † 1508; ab 1431 oder 1432)
- Gallus (Heiliger, Klostergründer, Einsiedler, Prediger, Missionar; * um 550; † um 650; ab 612 bis Lebensende)[16]
- Gerlach von Houthem, (Vormaliger adeliger Ritter, später Eremit und Wohltäter, Heiliger; * um 1100; † zwischen 1164 und 1177)
- Guthlac (Heiliger, Mönch, Einsiedler, Priester; * 673; † 714; ab 699)[17]
- Hilarion von Gaza (Heiliger, Einsiedler, Abt; * 290 oder 291, † 371 oder 372; ab 306 für mehr als zwei Jahrzehnte)[18]
- Hieronymus von Bergamo (Heiliger, Adliger, Ordensgründer; * 1486; † 1537; letzte Lebensjahre)
- Ida von Toggenburg (Grafentochter, Inklusin, Einsiedlerin; * 1156, † 1226; ab 1191)
- Johannes Cassianus (Heiliger, Mönchsvater, Priester, Klostergründer, Diakon; * etwa 360; † etwa 435; etwa 385–399)[19]
- Johannes der Täufer (Heiliger, Bußprediger, Wüstenasket; * um 5. v. Chr.; † zwischen 29 und 36; im Erwachsenenalter)[20][21][22]
- Juliana von Lüttich (Heilige, Chorherrin; * 1192; † 1258; nach 1248)
- Juliana von Norwich (Selige, Mystikerin; * 1342; † nach 1413; ab 1388)[23][24]
- Korbinian (Heiliger, Klostergründer, Missionsbischof, Missionar, Einsiedler; * 670 oder um 680; † 724 oder 730; 14 Jahre lang, bis ca. 710)[16]
- Landelin von Ettenheimmünster (Heiliger, Königssohn, Einsiedler, Mönch; * ?; 640; bis Lebensende)[25]
- Lupicinus von Condat (Eremit, Klostergründer und Heiliger; * um 400 im Burgund; † um 480 in Saint-Claude)
- Familie Lykow (sowjetische Einsiedlerfamilie; * 1944: Tochter Agafja, ?; † 1961: Mutter Akulina, 1988: Vater Karp, 1961–1988: Zwei Söhne, eine Tochter – Tochter Agafja lebt noch (Zeitungsartikel 2018); nach der Februarrevolution)[25]
- Maria von Ägypten (Heilige, Wüstenmutter, Einsiedlerin, Prostituierte; 344; † 421; ab etwa 373)[26]
- Meinrad von Einsiedeln (Heiliger, Graf, Einsiedler, Mönch; * 797; † 861; ab 821)[27]
- Niklaus von Flüe (Heiliger, Mystiker, Einsiedler, Friedensstifter; * 1417; † 1487; ab 1467)
- Notburga von Hochhausen (Königstochter; */† 7. Jh.; frühes Erwachsenenalter bis Lebensende)[28]
- Onophrios der Große (Heiliger, Anachoret; * 320; † um 400; 70 Jahre bis Lebensende)
- Paulus von Theben (Heiliger, Einsiedler; * 228; † um 341; 90 Jahre bis Lebensende)
- Peter der Einsiedler (Wanderprediger, Pilger, Anführer, Initiator und Prediger des Volkskreuzzugs, Augustinerchorherr, Klöstergründer; * 1050; † 1115; früh, vor und möglicherweise nach dem Volkskreuzzug)[29][30][31]
- Rosa Flesch (Selige, Ordensgründerin; * 1826; † 1906; 1851 bis spätestens 1861)[32]
- Sara die Einsiedlerin (Heilige, Einsiedlerin; * 4. Jh.; † 4. oder 5. Jh.; in jungen Jahren, 60 Jahre lang)
- Sergius von Radonesch (Heiliger, Klostergründer, Abt, Wundertäter; * 1314; † 1392; frühestens 1340, bis 1354)
- Simeon von Trier (Heiliger, Inkluse, Diakon, Mönch, Einsiedler; * ?; † 1035; ab frühestens 1030, bis Lebensende)
- Symeon Stylites der Ältere (Säulensteher, Inkluse, Mönch, Einsiedler; * 390; † 459; ab 429 oder 430 bis Lebensende)
- Theophan Goworow (Heiliger, Starez, Priestermönch, Bakkalaureus für Moral- und Pastoraltheologie, Schriftsteller, Archimandrit, Vorsteher, Rektor, Bischof, Übersetzer; * 1815 ; † 1894; ab 1873)
- Thomas Merton (Trappistenmönch, Mystiker, Schriftsteller, Friedensaktivist; * 1915; † 1968; letzte Lebensjahre)[33]
- Ursicinus (Heiliger, Adliger, Wundertäter; * 552; † 620; ab 615)
- Gunther von Niederaltaich (Heiliger, Adliger; Mönch, Vorstand der klösterlichen Gemeinde in Rinchnach; * 955; † 1045; ab 1008)[34]
- Timon von Athen (Philosoph, Misanthrop; * 5. Jh. v. Chr.; † ?; ?)[35]
- Wolfgang von Regensburg (Heiliger, Adliger, Mönch, Bischof, Missionar, Prediger; * 924; † 994; 976–983)[36]

in Klammern: Charakteristik; Geburtsjahr; Sterbejahr und Eremitenzeitraum

## Einsiedlerorden
- Kamaldulenser
- Kartäuser
- Bethlehemschwestern (Monastische Ordensfamilie von Betlehem, der Aufnahme Mariens in den Himmel und des hl. Bruno)